# Галијате Ломбардо
Галијате Ломбардо (итал. Galliate Lombardo) је насеље у Италији у округу Варезе, региону Ломбардија.
Према процени из 2011. у насељу је живело 946 становника. Насеље се налази на надморској висини од 331 м.

## Становништво
| 1936. | 1951. | 1961. | 1971. | 1981. | 1991. | 2001. | 2011. |
| ----- | ----- | ----- | ----- | ----- | ----- | ----- | ----- |
| 437   | 431   | 429   | 445   | 544   | 753   | 844   | 982   |